# HMS Hermes (R12)
HMS Hermes (R12) var ett brittiskt hangarfartyg av Centaur-klass. Fartyget tjänstgjorde i Royal Navy mellan 1959 och 1984, hon deltog som flaggskepp för de brittiska styrkorna i Falklandskriget. Hon såldes till Indien 1987 och heter nu INS Viraat (R22).

## Konstruktion
Hon kölsträcktes av Vickers-Armstrong vid Barrow-in-Furness under andra världskriget som HMS Elephant. Konstruktionen avbröts 1945 men arbetet återupptogs 1952 för att rensa slipen och skrovet sjösattes den 16 februari 1953. Fartyget låg ofärdigt till 1957 då arbetet på henne återupptogs, hon trädde i tjänst den 18 november 1959 som HMS Hermes efter omfattande modifieringar som innefattade installation av en massiv Type 984 3D radar, vinklat flygdäck med flygplanshissar i däckkanten och ångkatapulter. Med dessa förändringar liknade hon mer den ombyggda HMS Victorious än de övriga tre fartyg i klassen. Hermes flyggrupp var från början utrustad med Supermarine Scimitar, de Havilland Sea Vixen, och Fairey Gannet flygplan, tillsammans med Westland Wessex helikoptrar.

## Falklandskriget
Hermes var tänkt att avvecklas under 1982 efter en försvarsöversyn av den brittiska regeringen, men när Falklandskriget bröt ut, gjordes hon till flaggskeppet för de brittiska styrkorna och avseglade mot södra Atlanten bara tre dagar efter den argentinska invasionen av Falklandsöarna.

## Sverigebesök
Våren 1983 besökte hon Göteborg som led i ett flottbesök.